# Człopa
Człopa là một thị trấn thuộc huyện Wałecki, tỉnh Zachodniopomorskie ở tây-bắc Ba Lan. Thị trấn có diện tích 7 km². Đến ngày 1 tháng 1 năm 2011, dân số của thị trấn là 2354 người và mật độ 375 người/km².